# Клан Макальпин
Мак-Альпин — один из кланов горной части Шотландии, официально возрождённый в 2000 году в ранге Королевского Клана.

## История
«Племя Альпина» — название, которое объединяет многие кланы, чьё происхождение от короля Кеннета Мак-Альпина, предка многих шотландских королей, не всегда может быть научно доказано. Племя Альпина включает в себя такие кланы как Мак-Грегор, Грант, Мак-Киннон, Мак-Куарри, Мак-Наб, Мак-Даффи (или Мак-Фи) и Мак-Олей. И, конечно же, собственно Мак-Альпины — клан, возрождённый в 2000 году путём объединения разрозненных септов «племени Альпина».
Известно, что в старину резиденция чифов (вождей) Племени Альпина находилась в замке Данстаффнидж в Аргайле — древнем владении короля Кеннета Мак-Альпина. Именно Кеннет Мак-Альпин основал Шотландское королевство в 843 году. Он получил или отобрал власть у королей пиктов, от которых он, возможно, происходил по линии своей матери-пиктки. Хотя более вероятно, что политический упадок пиктов связан с набегами норманнских и датских викингов, которые ещё раньше Кеннета Мак-Альпина достаточно ослабили мощь королевства пиктов. Что и позволило скоттам продвинуться в центральные районы Шотландии. Кеннет умер в 858 году и его потомки в течение многих поколений правили Шотландией.
Среди потомков Кеннета, сохранивших фамилию Мак-Альпин, известна некая Эдит Мак-Альпин (род. 1725), вышедшая замуж за 15-летнего Арчибальда Мак-Грегора (род. 1730), который сражался на стороне Карла Стюарта. Когда принц-претендент потерпел поражение, Арчибальд и его жена бежали в заокеанскую колонию Северную Каролину, где в 1756 году родилась их дочь Энн Мак-Грегор.

## Транскрипции кланового имени
В силу своей древности, клановая фамилия имеет множество транскрипций (spelling) и вариаций. Таковы суть: Albain, Albanach, Albin, Ailpein, Allphin, Alpin, Alpine, Alpyn, Alpynsone, Calpin, Calpine, Culpen, Elphin, Galpin, Galpine, Gilpin, Halpin, Halpine, MacAilpein, MacAlipine, MacAlpan, MacAlpane, MacAlpeine, MacAlpeinne, MacAlpen, MacAlphine, MacAlpin, MacAlpie, MacAlpy, MacAlpye, MacAlpyn, MacAlpyne, MacApline, MacCalpin, MacCalpine, MacCapie, MacCappie, MacCappin, MacCappine, MacCappy, MacCapy, MacCarpin, MacColpin, MacColpine, MacCoplan, MacCoplin, MacCoppin, MacCoppine, MacCorpin, MacCorpine, Mackalpe, MacKalpin, Makalpe, Makcalpy, Makcalpyn, Malcalpyn, M’Alpen, M’Alpin, M’Alpine, M’Alpyn, McAlpain, McAlpan, McAlpane, McAlpe, McAlpen, McAlphin, McAlphine, McAlpie, McAlpien, McAlpil, McAlpin, McAlpine, McAlpion, McAlpon, McAlpy, McAlpyn, M’Calpin, M’Calppin, M’Calpy, M’Calpyne, M’Cappe, M’Cavpy, McCalpie, McCalpin, McCalpy, McCapen, McCawpyn, McCulpen, McKelpin, M’Kalpie, MkKalpy.